# 장쥐안쥐안
장쥐안쥐안(중국어 간체자: 张娟娟, 정체자: 張娟娟, 병음: Zhāng Juānjuān, 한자음: 장연연, 1981년 1월 2일~)은 중화인민공화국의 양궁 선수이다.
2001년에 데뷔하여 2004년 아테네 올림픽 단체전에서 은메달을 획득하였다. 당시 장쥐안쥐안은 마지막 박성현이 반드시 10점을 쏴야 이기는 상황에서 여유를 가지고 춤을 추었지만 박성현이 거짓말처럼 10점을 쏘면서 은메달에 머물렀다. 2년 후 2006년 도하 아시안 게임 단체전에서 은메달을 획득하였다.
2008년 자국에서 열리는 베이징 올림픽에도 출전하여 단체전에서 은메달을 획득하였다. 이어 열린 개인전에서는 8강에서 주현정을, 4강에서 윤옥희를 상대로 차례로 승리를 거두고, 이어 결승전에서도 올림픽 2연속 2관왕에 도전하는 박성현을 상대로 1점차 승리를 거두고 금메달을 획득하여 대한민국의 7연패를 저지하였다. 하지만 당시 자국 관중들이 대한민국 선수들이 활을 쏠 때만 심한 소음을 내어 집중력을 분산시켰기에 반쪽 금메달이라는 평을 받았다. 베이징 올림픽 이후로 대한민국 양궁 대표팀에는 소음이라는 또 하나의 변수가 생겨 소음 적응 훈련도 같이 시행하게 되었다.